# Futbol'nyj Klub Presnja
Il Futbol'nyj Klub Presnja (in russo Футбольный клуб Пресня?), nota anche come Krasnaja Presnja e, nel periodo di maggior successo, come Asmaral, era una società calcistica russa con sede nella città di Mosca, rappresentante il quartiere Presnenskij.

## Storia
Nel 1978 il club fu fondato col nome di Krasnaja Presnja, che all'epoca era il nome del quartiere; debuttò subito nel campionato nazionale sovietico, in Vtoraja Liga, all'epoca terzo e ultimo livello del campionato, finendo ultimo. Rimase in tale campionato per oltre dieci anni, ottenendo il miglior risultato nel 1986, quando vinse il proprio girone, ma non ottenne la promozione in quanto finì terzo dopo i play-off.
Nel 1989 finì diciannovesimo e retrocesse nella neonata Vtoraja Nizšaja Liga: fu dopo questa retrocessione che la società fu acquistata dall'imprenditore iracheno Husam Al-Halidi che cambiò nome in Asmaral, prenendo spunto dalle lettere iniziali dei suoi tre figli: ASil, MARiam e ALan. Il nuovo presidente scelse come allenatore Konstantin Beskov, già tecnico della nazionale sovietica, e nei due anni successivi ottenne due vittorie che gli regalarono altrettante promozioni e un triplo salto di categoria. Infatti, la vittoria del Girone Centro della Vtoraja Liga 1991 gli consentì il doppio salto: infatti la dissoluzione dell'Unione Sovietica portò alla nascita del campionato russo di calcio con la massima serie in cui furono ammesse anche le formazioni che avevano vinto l'ultima Vtoraja Liga.
Al primo anno di partecipazione alla massima serie la squadra si qualificò subito al girone di play-off per il titolo, classificandosi al settimo posto finale che rimarrà il miglior risultato nella storia del club. L'anno successivo, infatti, la squadra retrocesse, finendo ultima: non riuscì più ad ottenere risultati di rilievo e, anzi, andò incontro ad una doppia retrocessione tra il 1995 e il 1996 che portò la squadra in Tret'ja Liga, quarta serie del campionato russo. Ne venne fuori subito, ma solo per la riorganizzazione dei campionati avvenuta nel 1997 che vide sparire tale livello.
Tale "promozione" durò l'arco di una sola stagione: nel 1998, infatti, la squadra finì ultima in terza serie e retrocesse nelle leghe dilettanti fino alla bancarotta del 2003. Rifondata nel 2004 come Presnja, riuscì a tornare tra i professionisti l'anno successivo, ma disputò solo il campionato 2005: nel 2006, infatti, si ritirò dopo dieci turni, chiudendo la propria storia.

## Palmarès

### Competizioni nazionali
- Vtoraja Liga sovietica: 2

1986 (Zona 1), 1991 (Girone Centro)
- Vtoraja Nizšaja Liga sovietica: 1

1990 (Zona 5)

## Statistiche e record

### Partecipazione ai campionati

#### Unione Sovietica
| Livello | Categoria            | Partecipazioni | Debutto | Ultima stagione | Totale |
| ------- | -------------------- | -------------- | ------- | --------------- | ------ |
| 3º      | Vtoraja Liga         | 13             | 1979    | 1991            | 13     |
| 4º      | Vtoraja Nizšaja Liga | 1              | 1990    | 1990            | 1      |

#### Russia
| Livello | Categoria         | Partecipazioni | Debutto | Ultima stagione | Totale |
| ------- | ----------------- | -------------- | ------- | --------------- | ------ |
| 1º      | Vysšaja Liga 1992 | 2              | 1992    | 1993            | 2      |
| 2º      | Pervaja liga      | 2              | 1994    | 1995            | 2      |
| 3º      | Vtoraja liga      | 1              | 1996    | 1996            | 3      |
| 3º      | Vtoroj divizion   | 3              | 1998    | 2006            | 3      |
| 4º      | Tret'ja Liga      | 1              | 1997    | 1997            | 1      |

### Massima serie russa
- Partite giocate: 84
- Vittorie: 19
- Pareggi: 11
- Sconfitte: 30
- Gol fatti: 74
- Gol subiti: 102
- Miglior vittoria: 8-3 contro lo Zenit San Pietroburgo il 6 agosto 1992
- Peggior sconfitta: 1-6 contro la Dinamo Mosca l'11 settembre 1992
- Partita con più gol (11): 8-3 contro lo Zenit San Pietroburgo il 6 agosto 1992

### Seconda serie russa
- Partite giocate: 84
- Vittorie: 25
- Pareggi: 12
- Sconfitte: 47
- Gol fatti: 92
- Gol subiti: 157
- Miglior vittoria: 4-0 contro il Družba Majkop il 12 aprile 1994
- Peggior sconfitta: 1-7 contro lo Zarja Leninsk-Kuzneckij l'8 aprile 1995
- Partita con più gol (8): 1-7 contro lo Zarja Leninsk-Kuzneckij l'8 aprile 1995

Coppa di Russia
- Partite giocate: 17
- Vittorie: 6
- Pareggi: 2
- Sconfitte: 9
- Gol fatti: 27
- Gol subiti: 34